# Facundo Píriz
Facundo Píriz, vollständiger Name Facundo Julián Píriz González, (* 27. März 1990 in Tarariras) ist ein uruguayischer Fußballspieler.

## Karriere

### Verein
Der je nach Quellenlage 1,78 Meter oder 1,89 Meter große Mittelfeldakteur Píriz gehörte zu Beginn seiner Karriere bereits in der Apertura 2008 und erneut ab der Clausura 2010 dem Kader des uruguayischen Erstligisten Nacional Montevideo an. In der Saison 2009/10 lief er einmal (kein Tor) in der Primera División auf. In den drei nachfolgenden Spielzeiten folgten 59 weitere Erstligaeinsätze für die Montevideaner, bei denen er zweimal ins gegnerische Tor traf (2010/11: 21 Spiele (1 Tor); 2011/12: 28 (1); 2012/13: 10 (0)). Zudem wurde er in neun Begegnungen (kein Tor) der Copa Libertadores und fünf Partien (kein Tor) der Copa Sudamericana aufgestellt. Mit den „Bolsos“ gewann er die beiden Landesmeistertitel 2010/11 und 2011/12. Im Januar 2013 verließ er nach der Apertura 2012 Uruguay in Richtung Russland, wo er sich Terek Grosny anschloss. Bei dem Verein aus der autonomen Republik Tschetschenien absolvierte er 69 Spiele in der Premier Liga und schoss drei Tore. Im russischen Pokalwettbewerb wurde er siebenmal (kein Tor) eingesetzt. In der zweiten Julihälfte 2017 verpflichtete ihn der französische Erstligist HSC Montpellier.
Nach weiteren Stationen steht er seit 2022 bei CD Maldonado unter Vertrag.

### Nationalmannschaft
Píriz gehörte der uruguayischen U-20-Auswahl an. Er war Mitglied des von Diego Aguirre zusammengestellten Aufgebots bei U-20-Südamerikameisterschaft 2009 in Venezuela. Dort bestritt er vier Turnierpartien (kein Tor). Mit der Panamerika-Auswahl (U-22) Uruguays nahm er an den Panamerikanischen Spielen 2011 in Mexiko teil. Dort gewann er mit dem Team die Bronzemedaille und trug dazu mit fünf Länderspieleinsätzen (ein Tor) bei.

### Erfolge
- Bronzemedaille Panamerikanische Spiele: 2011
- Uruguayischer Meister: 2010/11, 2011/12